# Милица Писић
Милица Писић (30. јануар 1986) је српска балерина, плесачица савременог плеса, кореографкиња и уметница за сценски покрет.

## Биографија
Милица Писић је завршила балетску школу, одсек Савремени плес, након што је дипломирала на одсеку за графички дизајн у Школи за дизајн.

###### Битеф Денс Компанија
Била је ангажована као извођачица у Битеф Денс Компанији (2009-2014), где је са трупом добила Награду „Смиљана Мандукић” за најбољу плесну интерпретацију у области савремене уметничке игре у 2013. години.
Представе у Битеф театру у којима је учествовала:
- Параноја шик, 2009.
- Кармен у четири рунде, 2010.
- Мириси цимета, 2010.
- Вољен, 2010.
- Кућа цвећа - Играле се делије, 2011.
- Алфа бојс, 2011.
- Капетан Џон Пиплфокс, 2012.
- Сонети, 2012.
- Сан жуте чарапе, 2013.
- Дон Жуан, 2014[3]

###### Мало позориште „Душко Радовић”
Осим у Битеф Денс компанији, Милица Писић је радила пројекте усмерене на децу и рад са њима, те је у том смислу била ангажована у Малом позоришту „Душко Радовић” у представама: 
- Оливер Твист, 2009.
- Неке врло важне ствари, 2010.
- Књига лутања, 2008.
- Наглавачке, 2016.
- Деришта, 2009,[3]

а за улогу у представи „Оливер Твист,” добила је годишњу награду Малог позоришта „Душко Радовић”.
Играла је и у представама Ибзенове авети, 2018 (Београдско драмско позориште) и Твоје тајно оружје у борби против неукротивог целулита, 2018 (Краљевачко позориште).

###### Фестивали
Као извођачица, Милица Писић је учествовала на фестивалима у земљи и иностранству.:
- Битеф
- Инфант
- Конденз
- Бора Бора фестивал, Данска
- „KIJIMUNA FEST”, Окинава, Јапан
- „Assi Fest”, Сеул, Јужна Кореја
- EX-YU Festival, Њујорк, САД[1]

###### Остале активности
Милица Писић ради кореографије и сценски покрет за позоришта, бави се педагошким радом и предаје савремену игру.

## Галерија
- Милица Писић у представи: „Оливер Твист" Малог позоришта „Душко Радовић”, 2009. за коју је добила годишњу награду овог Позоришта